# Центр підготовки спеціальних операцій Повітряних сил США
Центр підготовки спеціальних операцій Повітряних сил США (англ. Air Force Special Operations Air Warfare Center, AFSOAWC) — військовий навчальний заклад, навчальний центр, що структурно входить до складу Командування спеціальних операцій Повітряних сил США, й призначений для всебічної підготовки операторів, фахівців та спеціалістів сил спеціальних операцій ВПС, забезпечення ефективного процесу їх тренування та навчання, удосконалення доктрини застосування сил спецоперацій військово-повітряних сил країни, а також для тестування нових форм та способів застосування сил спецоперацій й випробування нових зразків озброєння та військової техніки, оснащення тощо.

## Центр підготовки спеціальних операцій Повітряних сил
- 6-а ескадрилья спецоперацій, Гарлбарт Філд, Флорида (UH-1N «Ірокез», Мі-8, C-130E, Ан-26, C-47T «Скайтрейн»)[1]
- 18-а навчально-випробувальна ескадрилья
- 19-а ескадрилья спецоперацій
- 371-а навчальна ескадрилья спецоперацій
- 551-а ескадрилья спецоперацій, Кеннон, Нью-Мексико
- 745-а ескадрилья спецоперацій
- Школа спеціальних операцій ВПС США, Гарлбарт Філд, Флорида

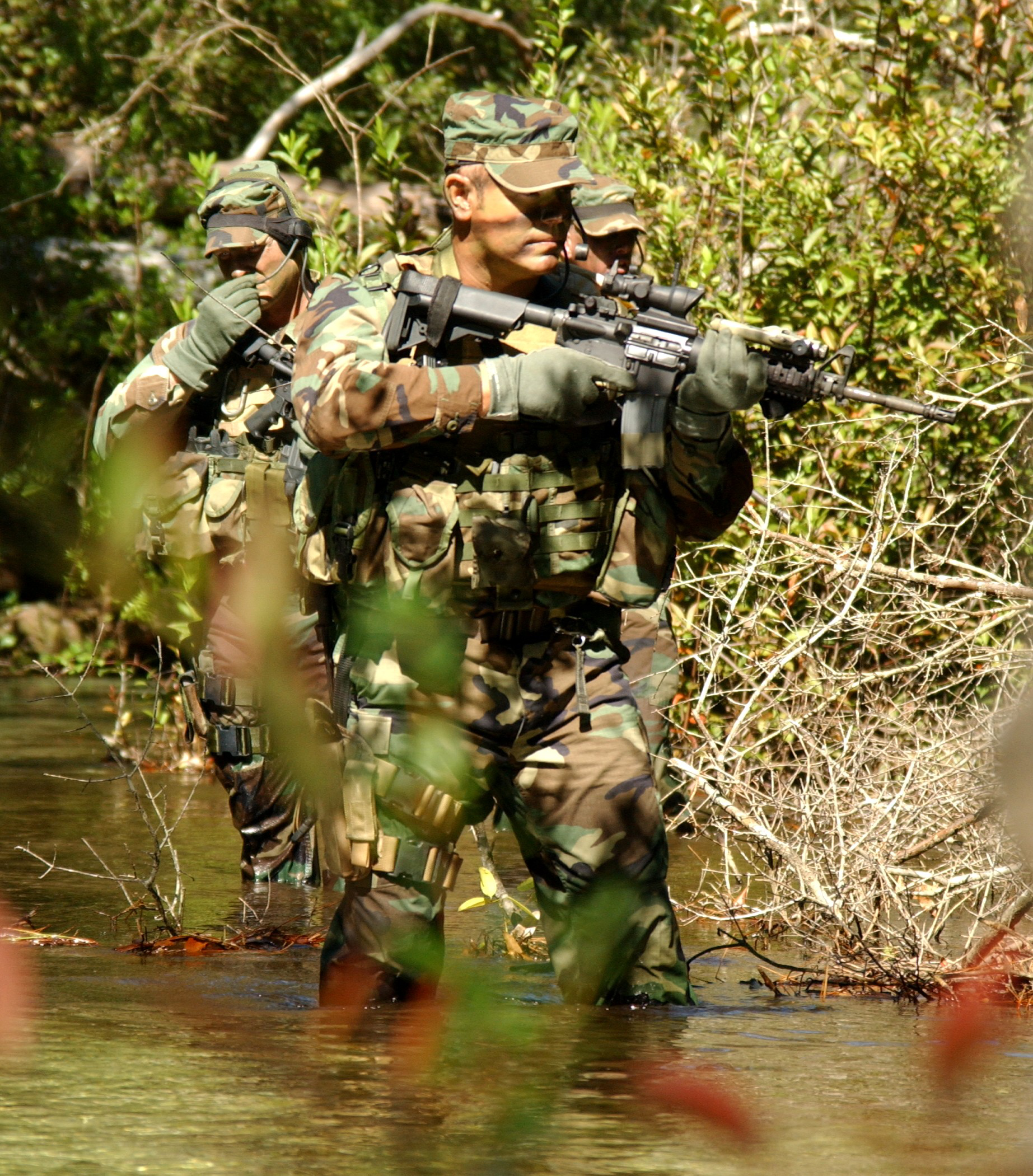
Група бойових метеорологів спецоперацій під час проведення навчань у Центрі підготовки ССО. Гарлбарт Філд, Флорида. 16 лютого 2007

- Центр мовної підготовки